# Aleksandr Akímov
Aleksandr Fiodórovich Akímov (en ruso: Александр Фёдорович Акимов; n. 6 de mayo de 1953 en Novosibirsk, Óblast de Novosibirsk - f. 11 de mayo de 1986 en Moscú, Óblast de Moscú) fue un ingeniero soviético y supervisor del turno nocturno en el reactor del bloque 4º de la central nuclear de Chernóbil en la primera hora de la madrugada del 26 de abril de 1986, fecha en la que sucedió el accidente de Chernóbil.

## Biografía

### Estudios y vida laboral
En 1976 se graduó en el Instituto de Ingeniería Energética de Moscú y obtuvo el certificado de especialista en Ingeniería y Automoción del Calor y los Procesos Energéticos. Conoció a Toptunov durante sus estudios, y se forjó una enorme amistad con este último, al punto de ser como hermanos.
Tres años después empezaría a trabajar en la central nuclear de Chernóbil, en Prípiat. Durante sus primeros años compaginó sus puestos de director senior de las turbinas y supervisor del turno de la sala en cuestión.
A partir del 10 de julio de 1984 pasaría a ser el supervisor del reactor 4.

### Accidente de Chernóbil
Desde el 25 al 26 de abril de 1986 estuvo a cargo del turno nocturno en la unidad 4. El 26 de abril se llevaría a cabo un test de seguridad, por esa razón los operarios de la unidad redujeron abruptamente la potencia del reactor a la mitad, ocasionando un envenenamiento compuesto por Xe135 que hizo al núcleo inestable.  Las pruebas fueron supervisadas por Anatoli Diátlov, quien insistió en seguir adelante a pesar de las continuas objeciones de sus subordinados, entre ellos el propio Akímov. Al final acató la orden de subir la potencia, pero Yuri Tregub, Leonid Toptunov y él se encargaron de aumentar la potencia.
En un principio, la turbina se detuvo por completo y luego incrementó su potencial súbitamente. Consciente de que el reactor estaba fuera de control, apretó el botón AZ-5 (apagado de emergencia). Una vez apretado el botón, debían volver a descender las barras de boro con el objetivo de reducir la reactividad, sin embargo hubo un fallo de diseño: por aquel entonces, las puntas de las barras en los modelos RBMK (como el de Chernóbil) estaban compuestas por grafito moderador (que incrementa la reactividad), por lo que el resultado fue el de la consecuente explosión por un incremento descontrolado de la energía (de acuerdo con la última lectura: 33 000 MW).
Tras la explosión, se produjo un colapso en las líneas telefónicas. 
Leonid y él intentaron establecer comunicación con Khodemchuk, pero esto no fue posible. En cuanto a la situación en la central, Akímov escuchó informaciones sobre un posible daño importante en el reactor, sin embargo no le dio importancia hasta pasadas unas horas.
Una vez consciente de la gravedad del accidente, trabajó con su equipo en la planta hasta primeras horas de la mañana bombeando agua a lo que quedaba del núcleo.

### Fallecimiento y consecuencias
Al igual que el resto de empleados supervivientes, fue trasladado al Hospital n.º 6 de Moscú. Falleció el 11 de mayo de 1986, cinco días después de cumplir 33 años, a causa del síndrome de irradiación aguda. Durante la investigación inicial se le consideró «culpable por imprudencia» junto con los demás operarios; sin embargo, la responsabilidad acabó recayendo sobre el director de la planta: Anatoli Diátlov, el cual forzó a sus subordinados a ignorar repetidamente la normativa de seguridad y todas las señales de advertencia.
Al igual que con los bomberos y otros ingenieros que participaron en la extinción del fuego, su cuerpo fue sellado en un féretro de zinc y soldado para evitar la fuga de radiación.

## Reconocimiento
En 2008, el entonces presidente de Ucrania, Víktor Yúshchenko, le concedió la Orden del Tercer Grado al Valor a nivel póstumo.

## En la cultura popular
En 2006 fue interpretado por Alex Lowe en la producción de BBC: Desastre en Chernóbil. En 2019 fue interpretado por Sam Troughton en la miniserie Chernóbil de la cadena HBO.